# AFC Rushden & Diamonds
Câu lạc bộ bóng đá Rushden & Diamonds là một câu lạc bộ bóng đá Anh có trụ sở tại Rushden ở Northamptonshire. Đội đã chơi mùa giải khai mạc tại Kiln Park, sân nhà của Raunds Town, vào mùa giải 2011-12 và sau đó chia sẻ sân Dog & Duck với Wellingborough Town từ tháng 7 năm 2012 đến mùa hè 2017. Một thỏa thuận chia sẻ sân với Rushden & Higham United đã được đồng ý cho chiến dịch 2017-2018. Câu lạc bộ được thành lập bởi những cổ động viên vào tháng 7 năm 2011, sau khi Rushden & Diamonds, một câu lạc bộ cũ ở Football League, bị trục xuất khỏi Football Conference và giải thể.
Tại một cuộc họp mở do một nhóm ủng hộ có tên là SaveRDFC chủ trì, một nhiệm vụ đã được thống nhất thành lập một câu lạc bộ phượng hoàng, do những người ủng hộ hoàn toàn sở hữu và kiểm soát. Một đội đã được thành lập và được chấp nhận tham gia Northants Senior Youth League cho mùa giải 2011-12, trong khi một đội chính chơi ở United Counties Football League Division One mùa giải 2012-13. Đội hiện là thành viên của .

## Lịch sử

### Bối cảnh
Rushden & Diamonds ban đầu được thành lập vào ngày 21 tháng 4 năm 1992, sau sự hợp nhất của Irthlingborough Diamonds và Rushden Town. Những năm đầu của câu lạc bộ được đánh dấu bởi thành công. Trong vòng bốn mùa giải, câu lạc bộ đã lọt vào Conference National, và trong vòng chín mùa giải, câu lạc bộ là thành viên của Football League. Tuy nhiên, sau khi thăng hạng lên Division Two, vận mệnh của Diamonds lại trở nên tồi tệ hơn. Câu lạc bộ đã xuống hạng hai lần trong ba năm, và có sự bất ổn ngoài sân cỏ. Bảy người quản lý khác nhau đã phụ trách đội từ tháng 3 năm 2004 đến tháng 5 năm 2011, trong khi bản thân câu lạc bộ được kiểm soát bởi bốn bên khác nhau trong cùng thời kỳ. Sau khoảng thời gian khó khăn tài chính kéo dài trong mùa giải 2010-11, câu lạc bộ đã bị trục xuất khỏi Conference cuối mùa giải, và chịu sự giám sát vào tháng 7.

### Thành lập
AFC Rushden & Diamonds được thành lập vào mùa hè năm 2011 bởi những người hâm mộ Rushden & Diamonds với tư cách là một "câu lạc bộ phượng hoàng" sau khi The Diamonds ban đầu bị trục xuất khỏi Conference National, và sau đó tiếp tục không đảm bảo được một vị trí trong Southern League Premier Division. Sau khi bỏ lỡ thời hạn đăng ký một cầu thủ cấp cao của Liên đoàn FA, AFC R&D đã thành lập một đội trẻ để thi đấu tại Northants Senior Youth League cho mùa giải khai mạc 2011-12 của câu lạc bộ, với ý định tìm kiếm một cầu thủ cấp cao vào năm sau. Sau cuộc họp mở rộng của cổ động viên, họ đã bỏ phiếu để chơi các trận đấu cho mùa giải 2011-12 tại Kiln Park, Raunds, sân nhà của Raunds Town. Cựu giám đốc phát triển thanh thiếu niên của Rushden & Diamonds, Mark Starmer được bổ nhiệm làm quản lý, ban đầu nắm quyền kiểm soát đội U-18. Đội U-18 đã được chấp nhận tham gia Northants Senior Youth League cho mùa giải 2011-12, nhưng không có đội bóng cao cấp nào được đăng ký kịp thời cho mùa giải đó.
Trận đấu đầu tiên của câu lạc bộ là trận thua 0-3 trước Raunds Town trong một trận giao hữu dành cho lứa tuổi thanh niên diễn ra vào ngày 6 tháng 8 năm 2011, với sự tham dự của 350 cổ động viên. Bàn thắng đầu tiên từng ghi được ở mọi cấp độ cho câu lạc bộ mới là một quả phạt đền từ Lewi Williams trong trận đấu đầu tiên của Dale Roberts Memorial Cup trước Cleveland Juniors tại Kiln Park vào ngày 14 tháng 8 năm 2011. The Diamonds chơi trận đấu đầu tiên của họ trên 25 tháng 8 năm 2011, giành chiến thắng 3-0 trước Daventry Town ở Northants Senior Youth League. Đội bóng đã kết thúc chiến dịch giải đấu ở vị trí thứ năm với 30 điểm sau 16 trận, và họ đã giành được NYSL Knock-out Cup, đánh bại AFC Kempston Rovers 4-1 trong trận chung kết diễn ra trên sân Steel Park của Corby Town. Trong suốt mùa giải, câu lạc bộ đã thiết lập quan hệ đối tác với các câu lạc bộ địa phương khác với số tiền quyên góp được cho câu lạc bộ, thiết lập chương trình phát triển thanh thiếu niên và giành được một sân chơi và sân nhà cho đến cuối mùa giải 2012-13.
Trước mùa giải 2012-13, Mark Starmer được bổ nhiệm vị trí Quản lý đội một, với cựu cầu thủ Rushden & Diamonds, Andy Peaks được bổ nhiệm làm trợ lý. Đội bóng chính đã đăng ký thi đấu tại United Counties Football League Division One, chơi các trận sân nhà tại Dog and Duck, sân nhà của Wellingborough Town. Một đội Nữ và một loạt đội Thanh niên cũng được thành lập.

### Bóng đá cao cấp
Trận đấu đầu tiên của đội cao cấp là chiến thắng 3-0 trong trận giao hữu với Crawley Green vào ngày 17 tháng 7 năm 2012. Tiền đạo Peter Okechukwu đã ghi bàn thắng đầu tiên của đội cao cấp, với khoảng 100 khán giả theo dõi trận đấu. Một tháng sau, AFC Rushden & Diamonds đánh bại Thrapston Town 3-0 trong trận đấu cao cấp đầu tiên của họ, với các bàn thắng của Alfie Taylor (2) và Jack Wisniewski trước 784 khán giả. Câu lạc bộ có phong độ hỗn hợp trong suốt mùa giải, nhưng kết thúc giải đấu ở vị trí thứ hai, đảm bảo thăng hạng lên United Counties League Premier trong mùa giải đầu tiên của mình. Câu lạc bộ cũng đã tham dự FA Vase, United Counties League Knockout Cup và Northants FA Les Underwood Junior Cup.
Mùa giải 2013-14, câu lạc bộ lần đầu tiên tham dự Cúp FA. Bắt đầu từ Vòng Tiền sơ loại, họ đã đánh bại London Colney, Northwood, Cockfosters, và Cambridge City để vào đến vòng loại thứ ba, nơi họ bị đánh bại 3-1 trên sân khách trước đội bóng Conference South Dover Athletic. Trong giải đấu, Rushden & Diamonds về thứ ba.
Diamonds đã dành hầu hết trong năm 2014-15 ở gần đầu bảng và, dự đoán, sẽ được đăng ký để được thăng hạng. Trong một mùa giải bao gồm chuỗi 6 trận thắng, và các chiến thắng 9-0 và 7-0 trước Desborough Town và chủ sân Wellingborough Town, câu lạc bộ đã giành được danh hiệu United Counties League Premier Division, danh hiệu đầu tiên và thăng hạng Southern League Division One Central. Diamonds lập cú đúp danh hiệu khi đánh bại Potton United 3-0 trong trận chung kết của UCL Knockout-Cup.
Trước mùa giải 2015-16, câu lạc bộ đã được Southern Football League thông báo rằng họ phải sử dụng số 1 đã không sử dụng trước đó - để vinh danh Dale Roberts - cho dù United Counties League và Football Association đã cho phép câu lạc bộ trước. Một bản kiến nghị đã được những người ủng hộ thiết lập và thủ môn Matt Finlay đã mặc số 17 trên áo đấu của mình trong trận đấu đầu tiên của mùa giải. Các kháng nghị khác từ câu lạc bộ cuối cùng đã thành công và quyết định đã bị lật ngược. Bên cạnh đó, việc câu lạc bộ thăng hạng đồng nghĩa với việc lần đầu tiên họ được thi đấu tại FA Trophy. Ở Cúp FA, Diamonds lần đầu tiên lọt vào Vòng loại thứ tư, nơi họ thua 0-1 trong trận đá lại với Barwell. Sau một thời gian đứng đầu bảng, tại giải đấu, câu lạc bộ đã đứng thứ 5, đủ điều kiện tham dự vòng play-off. Sau khi đánh bại Royston Town ở trận bán kết, họ đã thua 2-1 trong hiệp phụ trước St Ives Town trong trận chung kết. Mùa giải kết thúc với chiến thắng 2-1 trong trận Chung kết Hillier Senior Cup trước kình địch cũ Kettering Town.
Diamonds đã được chuyển sang Northern Premier League Division One South mùa giải 2016-17, và lại đứng thứ 5. Đội đã vượt qua vòng loại một lần nữa cho trận play-off,}</ref> nhưng bị Witton Albion đánh bại 1-0 trong trận bán kết. FA chuyển câu lạc bộ một lần nữa, lần này trở lại Southern League Division One Central.
Ban đầu họ đã lên kế hoạch bắt đầu mùa giải 2017-18 chơi các trận sân nhà trên sân của Kempston Rovers, trước khi đề xuất chuyển đến Hayden Road ở Rushden, tuy nhiên các công việc cần thiết cho Hayden Road đã được hoàn thành trước khi mùa giải bắt đầu.
Vào ngày 28 tháng 4 năm 2018, Diamonds đã được thăng cấp lên Bậc 3 ở lần yêu cầu thứ ba, xếp thứ hai sau Beaconsfield Town; lần thăng hạng thứ ba của đội trong sáu mùa giải.
Mùa giải 2018-19 chứng kiến Diamonds đứng thứ 9 với 61 điểm, kém 33 đối thủ và nhà vô địch giải Kettering Town.
Mùa giải 2019-20 là mùa giải thứ hai của Diamonds ở Bậc 3 và có những kết quả đáng chú ý như chiến thắng 5-1 trước Leiston và thất bại 8-2 trước Bromsgrove Sporting. Mùa giải chứng kiến những cuộc đua cúp ngắn ở cả FA Trophy và Cúp FA, lần lượt bị đánh bại bởi South Shields và Enfield Town F.C.. Khi mùa giải kết thúc do đại dịch COVID-19, The Diamonds xếp ở vị trí thứ 11 trong một giải đấu rất chật vật, nơi họ chỉ cách 4 điểm so với các vị trí đá play-off.

## Sân vận động
Mùa giải 2011-12 đầu tiên của câu lạc bộ được tổ chức tại Northants Senior Youth League, và các trận đấu được chơi tại Kiln Park, Raunds, sân nhà của Raunds Town F.C..
Mùa giải cấp cao đầu tiên của câu lạc bộ là vào năm 2012-13, được chơi trên sân Dog and Duck ở Wellingborough. Sự sắp xếp này vẫn duy trì trong một vài năm.
Vào ngày 21 tháng 7 năm 2016, Diamonds đưa ra một tuyên bố chung với Wellingborough Town, xác nhận rằng chủ nhà Alper Ozdogan của Dog and Duck đã viện dẫn một điều khoản trong hợp đồng cho thuê của Wellingborough, buộc họ phải rời khỏi mặt đất trước ngày 31 tháng 5 năm 2017. Điều này có hiệu quả. đã chấm dứt thỏa thuận chia sẻ đất hiện tại vào ngày đó. Diamonds xác nhận rằng họ sẽ tìm kiếm một thỏa thuận chia sẻ sân thay thế trong khu vực địa phương.
Sau một cuộc bỏ phiếu giữa các thành viên của câu lạc bộ, đã đồng ý chung sân với Rushden & Higham United tại Hayden Road ở Rushden, bắt đầu từ mùa giải 2017-18 và cho đến khi sân mới được hoàn thành.
Vào tháng 11 năm 2018, một thỏa thuận với Công quốc Lancaster dẫn đến việc dành đất dọc theo Đường B645 Chelveston để xây dựng các cơ sở phục vụ câu lạc bộ. Hợp đồng thuê 30 năm này cũng bao gồm khả năng mở rộng sang các khu vực lân cận nếu có cơ hội.
Kể từ mùa giải 2019-20, câu lạc bộ vẫn hợp tác với Rushden & Higham United.

## Huy hiệu câu lạc bộ
Huy hiệu câu lạc bộ đã được người hâm mộ bình chọn từ ba mẫu thiết kế khả thi và được công bố vào ngày 9 tháng 8 năm 2011 tại một diễn đàn người hâm mộ ở Kiln Park. Nó dựa nhiều vào huy hiệu Rushden và Diamonds, Rushden Town và Irthlingborough Diamonds ban đầu. The "Rampant Lion", Crosskeys của Nhà thờ Saint Peter, kim cương xanh và sọc đỏ đều phản ánh nguồn cảm hứng này.

## Cầu thủ

### Đội hình đội một
Tính đến 8 tháng 9 năm 2020 
Ghi chú: Quốc kỳ chỉ đội tuyển quốc gia được xác định rõ trong điều lệ tư cách FIFA. Các cầu thủ có thể giữ hơn một quốc tịch ngoài FIFA.
| VT | Quốc gia | Cầu thủ                  |
| -- | -------- | ------------------------ |
| TM | Anh      | Ben Heath                |
| TM | Anh      | Luke Munro               |
| TM | Anh      | Richard Walton           |
| HV | Anh      | Jack Ashton              |
| HV | Anh      | Patrick Casey            |
| HV | Anh      | Alex Collard             |
| HV | Anh      | Liam Dolman (đội trưởng) |
| HV | Anh      | Ryan Hughes              |
| HV | Anh      | Zack Reynolds            |
| TV | Anh      | Ben Acquaye              |
| TV | Anh      | Jesse Akubuine           |

| VT | Quốc gia | Cầu thủ              |
| -- | -------- | -------------------- |
| TV | Anh      | Fernando Bell-Toxtle |
| TV | Anh      | Luke Fairlamb        |
| TV | Anh      | Ben Farrell          |
| TV | Anh      | Ben Ford             |
| TV | Anh      | Nat Gosnal-Taylor    |
| TV | Đức      | Joel Gyasi           |
| TV | Anh      | Matthew Slinn        |
| TĐ | Anh      | Ryan Dove            |
| TĐ | Anh      | Will Jones           |
| TĐ | Anh      | Tom Lorraine         |
| TĐ | Liberia  | Chris Wreh           |

Southern Football League không sử dụng hệ thống đánh số đội hình.

### Đội hình U-21
Đội hình tính đến ngày 1 tháng 9 năm 2020. Một đội hình trẻ với độ tuổi trung bình 19.3
Ghi chú: Quốc kỳ chỉ đội tuyển quốc gia được xác định rõ trong điều lệ tư cách FIFA. Các cầu thủ có thể giữ hơn một quốc tịch ngoài FIFA.
| Số | VT | Quốc gia    | Cầu thủ                 |
| -- | -- | ----------- | ----------------------- |
| 2  | HV | Áo          | Muzaffar Amoako         |
| 3  | HV | Anh         | Finlay Marshall         |
| 4  | TV | Anh         | Jordan Leivars-Brierley |
| 5  | HV | Ghana       | Aaron Asare             |
| 6  | HV | Tây Ban Nha | Juan Quintero           |
| 7  | TĐ | Anh         | Fraser Corden           |
| 8  | TV | Anh         | Jack Kimber             |
| 9  | TĐ | Anh         | Dylan Surace            |
| 10 | TV | Anh         | Nigel Chikamba          |
| 11 | TĐ | Anh         | Ben Morley              |
| 12 | HV | Anh         | Dan Bryan               |

| VT | Quốc gia | Cầu thủ |                   |
| -- | -------- | ------- | ----------------- |
| 13 | TM       | Anh     | Alexander Watson  |
| 14 | TV       | Anh     | Ryan King         |
| 15 | TV       | Anh     | Owen Morton       |
| 16 | TV       | Anh     | Morgan Garrington |
| 17 | TM       | Anh     | Ryan Simpson      |
| 18 | TĐ       | Ghana   | Kevin Annan       |
| 19 | TV       | Anh     | Terry Atem        |
| 20 | TĐ       | Anh     | Jamal Said        |
| 21 | TĐ       | Ghana   | Emmanuel Annan    |
| 23 | HV       | Anh     | Isaac Owen        |
| 29 | TĐ       | Anh     | Ted Walton        |

### Số áo không sử dụng
Ghi chú: Quốc kỳ chỉ đội tuyển quốc gia được xác định rõ trong điều lệ tư cách FIFA. Các cầu thủ có thể giữ hơn một quốc tịch ngoài FIFA.
| Số | VT | Quốc gia | Cầu thủ                |
| -- | -- | -------- | ---------------------- |
| 1  | TM | Anh      | Dale Roberts - di cảo. |

### Kỉ lục cầu thủ
(tính đến ngày 28 tháng 3 năm 2020)

Kỉ lục về số lần ra sân ở giải quốc nội và cúp
Dưới đây là tốp 10 của mỗi thể loại.
Nguồn: 2019-20 Player and Match Stats
|-
|valign="top"|
Số lần ra sân:
| #  | Cầu thủ         | Sự nghiệp   | Số lần ra sân |
| -- | --------------- | ----------- | ------------- |
| 1  | Sam Brown       | 2012 - 2020 | 331           |
| 2  | Tom Lorraine    | 2014-nay    | 282           |
| 3  | Liam Dolman     | 2014-nay    | 265           |
| 4  | Brad Harris     | 2013 - 2018 | 213           |
| 5  | Jack Ashton     | 2014-nay    | 164           |
| 6  | Matt Finlay     | 2014 - 2017 | 161           |
| 7  | Ben Farrell     | 2016 - nay  | 150           |
| 8  | Ben Heath       | 2016 - nay  | 148           |
| 9  | Richard Bunting | 2013 - 2018 | 145           |
| 10 | Matt Gearing    | 2012 - 2015 | 115           |

Số bàn thắng:
| #  | Cầu thủ       | Sự nghiệp                    | Số lần ra sân | Số bàn thắng | Tỉ lệ số bàn thắng trên mỗi trận |
| -- | ------------- | ---------------------------- | ------------- | ------------ | -------------------------------- |
| 1  | Tom Lorraine  | 2014 - nay                   | 282           | 97           | 0.34                             |
| 2  | Alfie Taylor  | 2012 - 2014                  | 77            | 50           | 0.65                             |
| 3  | Liam Dolman   | 2014 - nay                   | 265           | 47           | 0.18                             |
| 4  | Nabil Shariff | 2016 - 2020 (2 lần khoác áo) | 91            | 44           | 0.48                             |
| =5 | Fazel Koriya  | 2013 - 2017 (2 lần khoác áo) | 86            | 38           | 0.44                             |
| =5 | Matt Gearing  | 2012 - 2015                  | 115           | 38           | 0.33                             |
| 6  | Ben Farrell   | 2016 - nay                   | 150           | 37           | 0.25                             |
| 7  | Russ Dunkley  | 2013 - 2015                  | 74            | 35           | 0.47                             |
| 9  | Jake Newman   | 2012 - 2016 (2 lần khoác áo) | 57            | 27           | 0.47                             |
| 10 | Scott Joseph  | 2014 - 2015                  | 48            | 24           | 0.50                             |

Sam Brown and Alfie Taylor played in the club's first Senior competitive game, on 2012-08-18

## Huấn luyện viên
| Tên                    | Quốc tịch | Từ   | Đến  | St  | T   | H  | B  | % Thắng |
| ---------------------- | --------- | ---- | ---- | --- | --- | -- | -- | ------- |
| Mark Starmer           | Anh       | 2011 | 2014 | 89  | 63  | 12 | 14 | 70.79%  |
| Andy Peaks (tạm quyền) | Anh       | 2014 | 2014 | 4   | 3   | 0  | 1  | 75%     |
| Andy Peaks             | Anh       | 2014 | Nay  | 207 | 126 | 36 | 45 | 60.87%  |

- Các trận đấu bao gồm giải quốc nội, league cup, county cup, các trận đấu ở FA Vase và Cúp FA.

## Nhân viên câu lạc bộ

### Ban lãnh đạo
- Chủ tịch: Ralph Burditt
- Phó Chủ tịch: Jon Ward
- Club Secretary & Welfare Officer: Stacey Hawkins
- Treasurer: Matt Ward
- Commercial Director: John Gregory
- Youth Pathway Director: Richard Maxwell
- Funding Director: Jonathan Birt
- Director: Scott Stapley
- Football Liaison Officer: Mark Hedges (co-opted)
- Academy Director: Ryan Farmer (co-opted)
- Strategy Director: David Taylor (co-opted)
- Technology Director: Chas Rust (co-opted)

### Câu lạc bộ
- Membership Director: -
- Club Shop: -
- Community Football: Mark Cullen
- Programme Editor: Stephanie Webb
- Club Chaplain: Canon Roger Knight
- Fan's Chaplain: Rev Alan Jenkins
- Turnstile Manager: Matt Hockridge

### Ban huấn luyện và y tế
- Huấn luyện viên: Andy Peaks
- Trợ lý Huấn luyện viên: Neil Champelovier
- Huấn luyện viên đội một:  Scott Carlin
- Huấn luyện viên U-21: Richard Maxwell
- Huấn luyện viên U-19 Moulton College Scholarship: Tim Dudding
- Huấn luyện viên U-18 JPL: Scott Carlin
- Huấn luyện viên U-18 MJPL:  Andy Peaks
- Huấn luyện viên U-18 NSYL: Matthew Vernon
- Giám đốc học viện: Scott Carlin
- Huấn luyện viên thủ môn: Nathan Gaunt
- Bác sĩ vật lý trị liệu: Juliette Baxter

## Trang phục
| Giai đoạn | Nhà sản xuất | Nhà tài trợ áo đấu                |
| --------- | ------------ | --------------------------------- |
| 2011-12   | Joma         | Playfish, R&D Travel              |
| 2012-14   | Tempest      | EA Sports                         |
| 2014-17   | Macron       | Hevey Building Supplies, Fuelsell |
| 2017-     | Macron       | Auto Windscreens, Fuelsell        |

## Mối kình địch
Hầu hết các cuộc cạnh tranh được hình thành khi những người ủng hộ vẫn theo câu lạc bộ ban đầu, tuy nhiên sự cạnh tranh bắt đầu khi người hâm mộ bắt đầu theo dõi câu lạc bộ phượng hoàng. Mặc dù điều này có nghĩa là trong khi các đối thủ địa phương với các câu lạc bộ trong giải đấu như Luton Town, Peterborough United và thậm chí là Northampton Town đã hết, mối kình địch Kettering Town đã được khơi dậy lại và những sự cạnh tranh mới như với Wellingborough Town đã được phát triển.

### Kettering Town
Các đối thủ chính của Rushden là Kettering Town. Rushden & Diamonds F.C avà Kettering Town đã cùng nhau chơi 17 trận đấu, 16 trận ở Conference National và 1 ở Cúp FA. Trận đấu đầu tiên giữa các bên được diễn ra vào 8 tháng 3 năm 1997, với việc Rushden giành chiến thắng 5-1 một cách thoải mái tại Rockingham Road. Trong những năm đầu, các trận derby giữa hai người thường xuyên thu hút số lượng khán giả vượt quá 4.500. Các câu lạc bộ vẫn ở cùng một bộ phận trong năm mùa giải trước đó, vào năm 2001, Rushden được thăng hạng lên Football League, trong khi Kettering bị xuống hạng cùng mùa giải đó từ Conference. Sau khoảng cách bảy năm, vào năm 2008-09, các đội một lần nữa lại nằm trong cùng một hạng đấu, sau khi Rushden bị hai lần xuống hạng nhanh chóng và Kettering được thăng hạng từ Conference North.
Trong 16 trận đấu tranh giải và hơn 1.000 phút bóng đá giữa hai bên, Kettering chỉ thắng hai lần, trong khi Rushden ghi chín chiến thắng. Trong cùng một số trận, Rushden đã ghi 25 bàn cho 8 bàn của Poppies. Vào ngày 3 tháng 1 năm 2011, Kettering đã kết thúc 11 năm chờ đợi để giành chiến thắng trước Diamonds, đánh bại Rushden lần thứ hai trong lịch sử với chiến thắng 2-1 tại Nene Park. Trong suốt lịch sử thi đấu, Rushden & Diamonds duy trì thành tích ấn tượng khi chưa từng thua trận nào trên sân khách trước Kettering Town.
Kình địch lại tiếp tục vào ngày 6 tháng 5 năm 2016, khi AFC Rushden & Diamonds gặp Kettering trong trận chung kết NFA Hillier Senior Cup, mà Diamonds thắng 2-1 tại Sân vận động Sixfields của Northampton Town.

### Northampton Town
Mối kình địch giữa Diamonds và Northampton Town xảy ra từ năm 2004-06, khi hai câu lạc bộ chơi ở League Two cùng nhau trong hai mùa giải. Tám trận đấu đã được chơi giữa các bên - bốn trận đấu tranh giải và bốn trận đấu cúp trước mùa giải. Diamonds đã ghi một chiến thắng duy nhất trong giải đấu trước Northampton, chiến thắng 3-2 tại Nene Park trong mùa giải 2004-2005 nhờ bàn thắng ở phút cuối của Billy Sharp. Đội cũng đánh bại các đối thủ của họ trong hai trận đấu trước Maunsell Cup. Sau khi Diamonds bị rớt hạng khỏi Football League sự cạnh tranh này giảm dần về mức độ liên quan, đặc biệt là khi sự xuống hạng này dẫn đến sự bùng phát trở lại của kình địch Rushden-Kettering.

### Các kình địch địa phương khác
Các đối thủ trong quá khứ từ những năm trẻ của câu lạc bộ ban đầu cũng đã được hưởng với Kidderminster Harriers, Cheltenham Town và Yeovil Town, với ba câu lạc bộ thường thi đấu với nhau trong các trận play-off và vô địch. Rushden cũng thích đối đầu với nhiều câu lạc bộ khác trong suốt lịch sử của họ. Peterborough United và Luton Town được coi là đối thủ nhỏ trong những ngày thi đấu tại Football League, do khoảng cách địa lý tương đối của ba câu lạc bộ. Tuy nhiên, sau khi Diamonds bị rớt hạng đến Conference, tuy nhiên (mặc dù Luton cũng có mặt ở đó), những sự cạnh tranh này đã giảm đi đáng kể. Là thực thể mới, việc chia sẻ sân với Wellingborough Town có nghĩa là sự cạnh tranh giữa hai đội thuê sân đã xảy ra sau đó ở Wellingborough.

## Lịch sử giải đấu
| Mùa giải | Giải đấu                                   | Cấp độ  | St | T  | H  | B  | BT  | BB | HS  | Đ  | Hạng             | Khán giả trung bình | Cúp FA | FA Vase   | FA Trophy | League Cup    | Hillier Cup   |
| -------- | ------------------------------------------ | ------- | -- | -- | -- | -- | --- | -- | --- | -- | ---------------- | ------------------- | ------ | --------- | --------- | ------------- | ------------- |
| 2011-12  | Northants Senior Youth League              | (Youth) | 16 | 9  | 4  | 3  | 29  | 21 | +8  | 30 | 5th of 9         | 295                 | n/a    | n/a       | n/a       | Won           | n/a           |
| 2012-13  | United Counties League Division One        | 10      | 36 | 28 | 6  | 2  | 96  | 31 | +65 | 90 | 2nd of 19 (P)    | 544                 | n/a    | 3rd Round | n/a       | 1st Round     | n/a           |
| 2013-14  | United Counties League Premier Division    | 9       | 36 | 26 | 3  | 7  | 88  | 35 | +53 | 81 | 3rd of 19        | 470                 | 3Q     | 4th Round | n/a       | 1st Round     | 1st Round     |
| 2014-15  | United Counties League Premier Division    | 9       | 40 | 31 | 6  | 3  | 121 | 32 | +89 | 99 | 1st of 21 (C)(P) | 550                 | 1Q     | 2nd Round | n/a       | Won           | 1st Round     |
| 2015-16  | Southern League Division One Central       | 8       | 42 | 23 | 8  | 11 | 81  | 44 | +37 | 77 | 5th of 22        | 457                 | 4Q     | n/a       | PR        | 1st Round     | Won           |
| 2016-17  | Northern Premier League Division One South | 8       | 42 | 20 | 11 | 11 | 73  | 52 | +21 | 71 | 5th of 22        | 466                 | 3Q     | n/a       | 2Q        | Quarter-Final | 1st Round     |
| 2017-18  | Southern League Division One East          | 8       | 42 | 27 | 10 | 5  | 92  | 25 | +67 | 91 | 2nd of 22 (P)    | 501                 | 2Q     | n/a       | PR        | 3rd Round     | Semi-Final    |
| 2018-19  | Southern League Premier Division Central   | 7       | 42 | 15 | 16 | 11 | 60  | 49 | +11 | 61 | 9th of 22        | 562                 | 1Q     | n/a       | 2Q        | 1st Round     | Won           |
| 2019-20  | Southern League Premier Division Central   | 7       | 26 | 13 | 7  | 6  | 45  | 40 | +5  | 46 | 7th of 22*       | 458                 | 1Q     | n/a       | 2Q        | 3rd Round     | Quarter-Final |
| 2020-21  | Southern League Premier Division Central   | 0       | 0  | 0  | 0  | 0  | 0   | 0  | 0   | 0  | xth of 22*       | 0                   | 1Q*    | n/a       | 1Q*       | 1st Round*    | 1st Round*    |

## Kỉ lục
- Số bàn thắng nhiều nhất trong một mùa giải: 28, Alfie Taylor, 2013-14[51]
- Số khán giả nhiều nhất ở giải cúp: 1.162 với Barwell F.C., đá lại vòng loại thứ 4 Cúp FA, 27 tháng 10 năm 2015[52]
- Số khán giả nhiều nhất ở giải quốc nội: 1.165 với Kettering Town, Southern League Premier Central, ngày 22 tháng 4 năm 2019[53]
- Số khán giả nhiều nhất sân khách: 2.147 với Kettering Town, Southern League Premier Central, 1 tháng 1 năm 2019[54]
- Chuỗi bất bại dài nhất giải quốc nội: 28 trận, 13 tháng 1 năm 2015 - 31 tháng 10 năm 2015[55]
- Trận thắng đậm nhất:

- 9-0 vs Buckingham Town, United Counties League Division One, 15 tháng 12 năm 2012
- 9-0 vs Desborough Town, United Counties League Premier Division, 21 tháng 2 năm 2015

- Trận thua đậm nhất: 8-2 vs Bromsgrove Sporting, Southern League Premier League Central, 5 tháng 10 năm 2019[58]

## Danh hiệu

### Chính
- United Counties Football League Premier Division (Level 9)
  - Vô địch: 2014-15
  - Vô địch KO Cup: 2014-15
- United Counties Football League Division One (Level 10)
  - Á quân: 2012-13
- Vô địch NFA Hillier Cup: 2016, 2019[59]
- Vô địch NFA Maunsell Cup: 2016
- The James Victory Cup
  - Vô địch: 2013,[60] 2014
- Supporters Direct Shield
  - Vô địch: 2014

### U-18
- Northants Football Association David Joyce Cup Winners: 2017-18[16]
- Northants Senior Youth League Western Division Champions: 2012-13
- Northants Senior Youth League Read-Flex Vase Winners: 2012-13[61]
- Northants Senior Youth League Knock-Out Cup Winners: 2011-12[16]